# Kochova zahrada
Kochova zahrada byl až do roku 2011 Chráněný areál na Partizánské ulici v Bratislavě. Byla založena v třicátých letech 20. století jako součást sanatoria MUDr. Karla Kocha. Zajímavá je exotickou skladbou, rozmnožovacího plánem a celkovou architekturou. Zahrada má vybudovaný bazén sloužící původně pacientům, prvky drobné zahradní architektury - lavičky, schodiště, vyvýšená místa, odpočívadla, sochy (jsou předmětem snahy lidí o jejich záchranu a nahrazení replikami); množství chodníčků, zákoutí a elegantních teras činí toto místem okouzlujícím. Pro klid panující v tomto areálu je vyhledávaným místem různých ptáků, hnízdících v korunách stromů.
Dr. Koch se rozhodl zpříjemnit pacientkám pobyt i zřízením exotické zahrady, která je nedílnou součástí sanatoria. Za objektem založil slovenský botanik a zahradník Arboreta Mlyňany Jozef Mišák dendrologicky pestrou zahradu. Rostliny byly vysázeny podle zásady zeleň po celý rok. Původně zde bylo vysazeno 120 druhů, z toho 30 jehličnatých a 26 listnatých, stálezelených cizokrajných dřevin.
Zahrada byla zasazena do svažitého terénu, proto byla upravena na několik teras spojených stezkami. Nacházely se zde lavičky, fontána upravená pro kaskádovité padání vody a mnohé intimní zákoutí.
Moderní sochy jako Matka s dítětem nebo Milenci umocňovaly pocit galerie pod širým nebem.
Svou funkcí jako zahrada pro pacienty je ojedinělá na Slovensku.
Její řešení bylo úzce spjato s rekreačními složkami a rehabilitačními prvky jako bazén a plocha - plató na sezení, sloužící jako tzv. sluneční lázeň.
V současnosti se pracuje na záchraně jednotlivých soch a architektonických prvků zahrady.
Původně měla zahrada celkem tři možná místa vstupu - jedno z Bartoňové a dvě ze dvora příslušejícího objektu nemocnice. Východní vstup, tvořený klikatým schodištěm a romantickým chodníkem dnes již neexistuje; na jeho místě stojí necitlivá přístavba ambulancí k nemocnici z osmdesátých let. Jediný, dnes používaný vstup je při západní straně budovy nemocnice a tvoří ho dlouhé schodiště s bočními výstupy na jednotlivé terasy a chodníky. Trávníky, které byly v šedesátých až osmdesátých letech relativně dobře udržované, dnes pustnou a jsou zarostlé náletovými dřevinami, nepůvodními keři, břečťanem a psím vínem (Partenocissus).
Nefunkční bazén přes třicet let "slouží" jako past pro zatoulané ježky, kteří nemohou vylézt zpět.
V roce 2006 byla snaha magistrátu o vynětí zahrady zpod ochrany, ale zatím platí nezměněný status quo z předešlých let.
15. 12. 2011 nabyla účinnost vyhláška Krajského úradu životného prostredia v Bratislave č. 12/2011 z 16. 12. 2011, kterou sa zrušila ochrana chráněného areálu Kochova záhrada.
Kochova zahrada spolu s budovou Kochova sanatoria je však stále (od 11.12.1985) chráněná jako Národní kulturní památka SR.

## Galerie

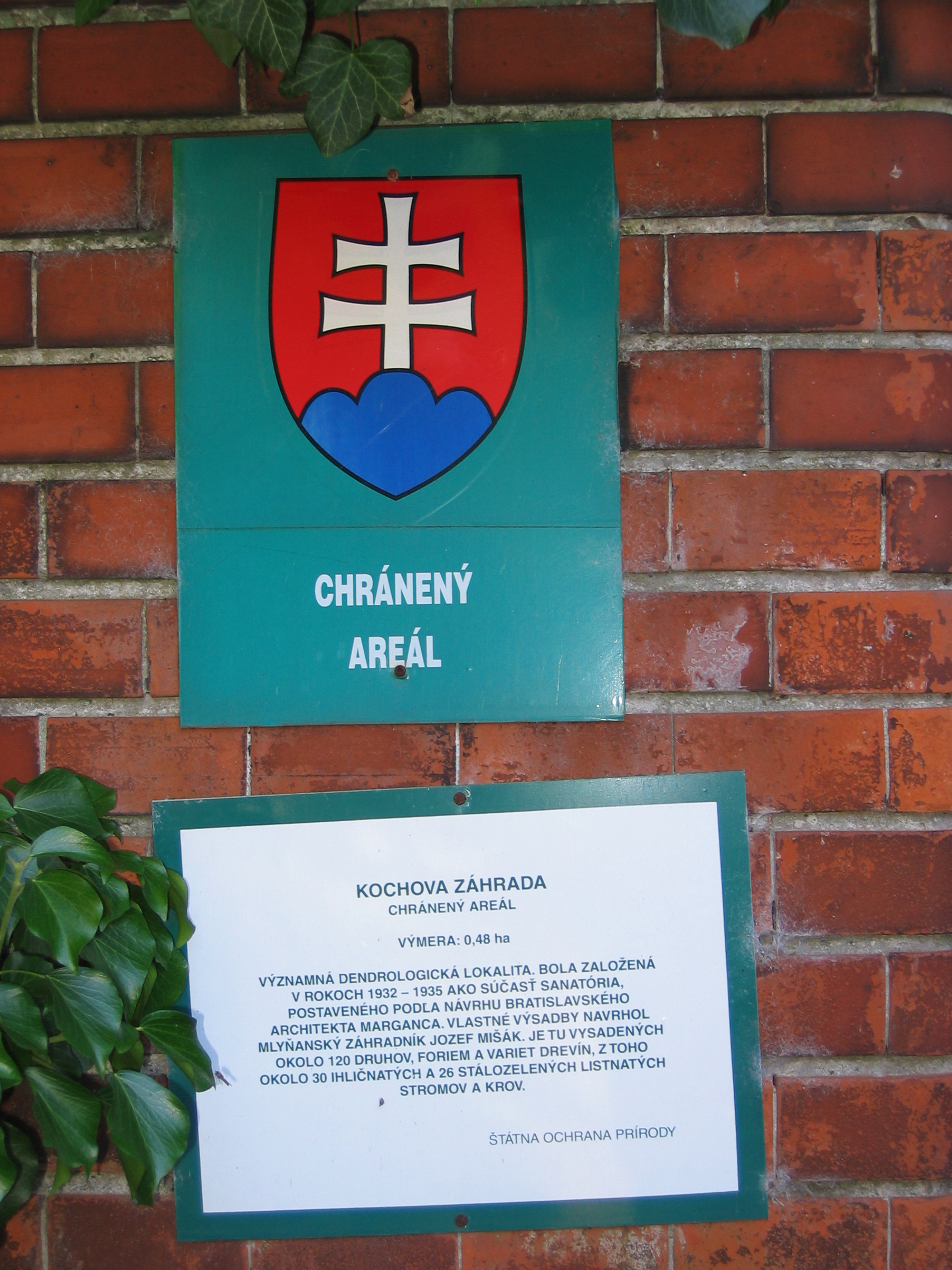
Informační tabule
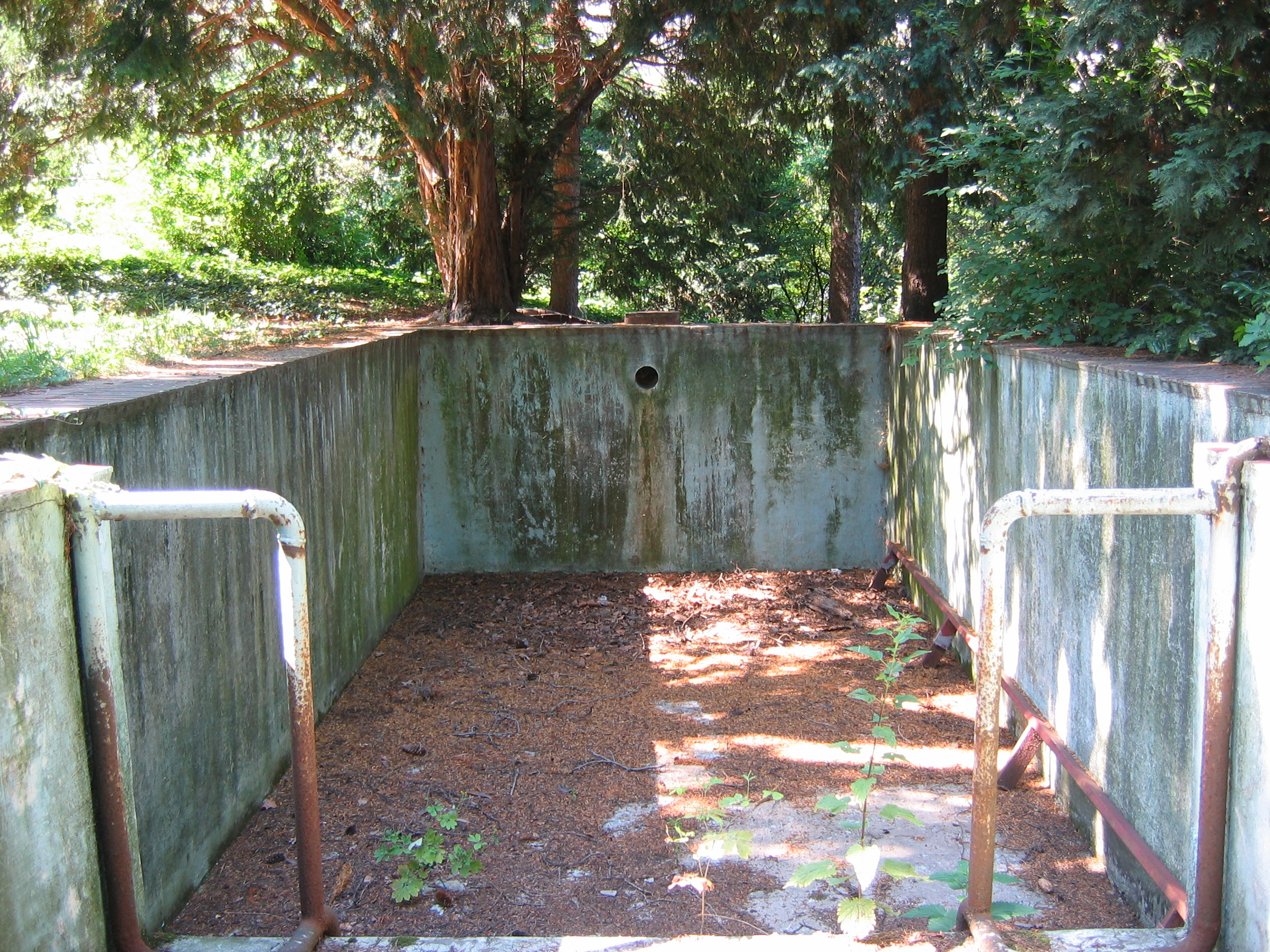
Nefunkční bazén v Kochově záhradě